# Autocalunnia
In diritto penale italiano, l'autocalunnia è il reato previsto e punito dall'articolo 369 codice penale ovvero: "Chiunque, mediante dichiarazione ad alcuna delle Autorità indicate nell'articolo precedente, anche se fatta con scritto anonimo o sotto falso nome, ovvero mediante confessione innanzi all'Autorità giudiziaria, incolpa se stesso di un reato che egli sa non avvenuto, o di un reato commesso da altri, è punito con la reclusione da uno a tre anni".

## Fatto
La norma punisce chi, mediante dichiarazione all'Autorità giudiziaria o ad altra Autorità che a questa abbia l'obbligo di riferirne, si incolpa di un reato che non è avvenuto o che non è stato da lui commesso.
Importante è che la dichiarazione sia volta a incolpare sé stesso e non altri soggetti estranei, si configurerebbe in questo caso il reato di calunnia previsto dall'articolo 368 codice penale italiano.

## Bene giuridico tutelato
Questa norma è nata per tutelare il corretto funzionamento della giustizia, ma anche per evitare aperture di procedimenti penali su fatti non esistiti. Per i fatti realmente esistiti l'autocalunnia comporterebbe la condanna di un innocente e l'assoluzione di un colpevole, per evitare tale imprevisto il legislatore ha introdotto tale norma giuridica.